# Бомбоко, Нгой
Дэ́вид Мбомбоко Фистон Нгой (фр. David Mbomboko Fiston Ngoy; 21 мая 1977, Заир — 4 июня 2024, Лубумбаши) — конголезский футболист, игравший на позиции нападающего. Играл за сборную Демократической Республики Конго.

## Биография

### Клубная карьера
Бомбоко в течение 15 сезонов играл на родине за «ТП Мазембе», в составе которого выиграл три чемпионских титула, две Африканские Лиги чемпионов, а также два Суперкубка КАФ. Помимо этого, в 2007 году он играл на правах аренды в Азербайджане за клуб «Габала», в составе которого сыграл 11 матчей и забил 4 гола.
В составе «Мазембе» он завершил в 2012 году футбольную карьеру в возрасте 35 лет.

### Карьера в сборной
Был игроком сборной Демократической Республики Конго по футболу, за которую сыграл 4 матча, в которых не забил ни одного мяча. В составе национальной сборной принимал участие на Кубке Африки 2004 года, где сыграл на групповом этапе в мачте со сборной Туниса, который «леопарды» проиграли со счётом 3:0.

### Гибель
Скончался в ночь на 4 июня 2024 года от тяжёлых ожогов, которые были получены во время пожара в баре города Лубумбаши.

## Достижения
«ТП Мазембе»
- Чемпион ДР Конго (3): 2006, 2007, 2009
- Победитель Лиги чемпионов КАФ (2): 2009, 2010
- Обладатель Суперкубка КАФ (2): 2010, 2011